# 親王妃
親王妃是東亞文化圈中，親王之正妻的稱呼。

## 中国
晉朝时，诸侯王的妻子由王后改称王妃。魏晋以后，中国王爵位分为亲王、嗣王、郡王。他们的妻子亦因此区分为亲王妃、嗣王妃、郡王妃。
明朝初年，皇太子、皇子（成年封亲王者）有正妃、次妃。亲王纳妃的婚礼程序如皇太子纳妃。親王妃穿翟衣。依丈夫封号称某王妃。次妃称某王次妃，冠服拟唐、宋二品之制，其它待遇视亲王妃稍减。
清朝时，宗室、皇子、外藩蒙古王公若获封和硕亲王，其妻则封和硕福晋。

## 日本
現代日本皇室中對於敬稱為殿下。平安時代對於親王之妻則多稱為御息所。而在日本皇室中，皇太子妃亦屬於親王妃的範疇。
親王妃若出身皇族（內親王或女王），在與親王結婚後，她的正式稱呼中仍會保有婚前的頭銜，如昭和天皇第一皇女照宮成子內親王，在與東久邇宮盛厚王結婚後，以盛厚王妃成子內親王稱之。
親王妃若非出身皇族，正式稱呼為○○親王妃+名字，如秋篠宮文仁親王的妻子，稱「文仁親王妃紀子」，但有時也有較不正式的稱呼，是以，如「秋篠宮妃紀子」、「紀子親王妃」、「紀子妃」等，而親王妃的正式全銜，以紀子妃為例：「秋篠宮文仁親王妃紀子殿下」。
現今日本皇室中，一共有4位親王妃（含太子妃）：文仁親王妃紀子、正仁親王妃華子、寬仁親王妃信子與憲仁親王妃久子等
平民女子成為親王妃後，在以下的情況中有機會脫離皇族身分：
- 親王逝世後，親王妃願意脫離皇族身分。
- 親王逝世後，且有不得已的情況下，經皇室會議議定後親王妃可脫離皇族身分。
- 親王妃與親王離婚。

## 翻译
欧洲贵族的头衔prince翻译为亲王，他们妻子拥有的Princess头衔翻译为亲王妃。如威爾士王妃、阿斯图里亚斯亲王妃等储君配偶头衔。
目前，在欧洲君主国家中，数位君主的头衔翻译为亲王，故他们的妻子亦被称亲王妃，例如摩纳哥亲王妃、列支敦士登亲王妃等。